# Mengeringhausen
Mengeringhausen — dzielnica niemieckiego miasta uzdrowiskowego Bad Arolsen, w kraju związkowym Hesja, w rejencji Kassel, w powiecie Waldeck-Frankenburg. Liczba mieszkańców wynosi 3282. 

## Historia
Pierwsza historyczna wzmianka o Stadt Mengeringhausen pochodzi z 1234. Należał do księstwa Waldeck (później Waldeck-Pyrmont). W latach 1689–1728 Mengeringhausen był siedzibą kanclerzy księstwa. 
W 1974 Mengeringhausen w ramach reformy administracyjnej zostało wcielone do miasta Bad Arolsen, i stało się jego dzielnicą. 

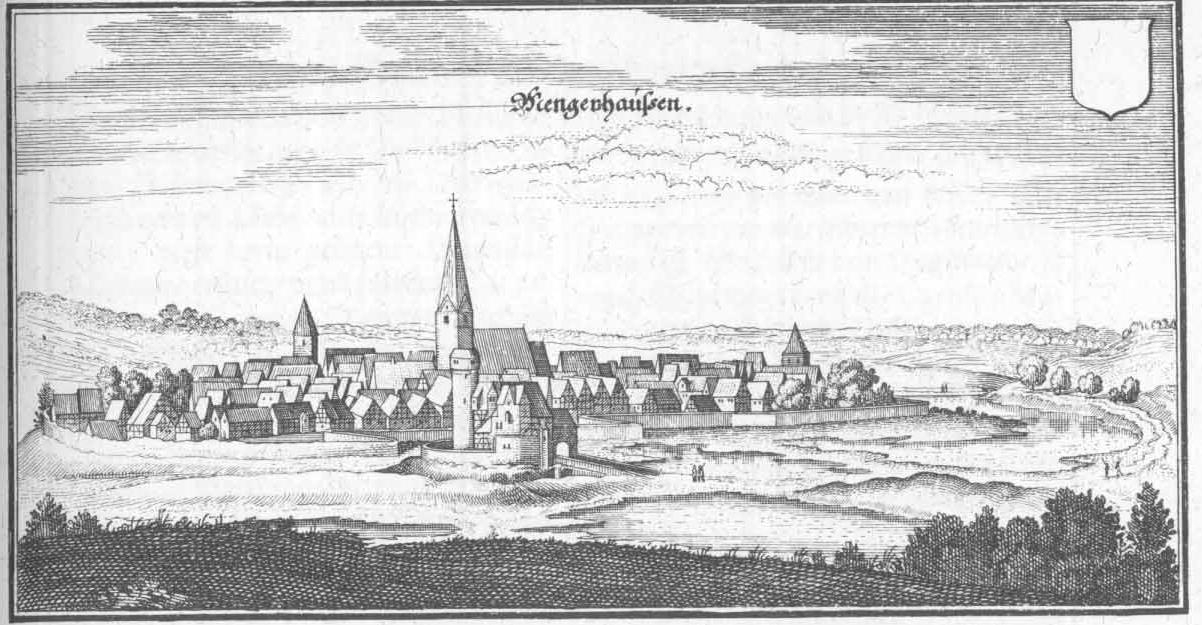
Mengeringhausen w 1655

W dzielnicy urodził się Philipp Nicolai (1556–1608, pisarz i teolog luterański).